# Félix Tanguay
 (mars 2011).
Si vous disposez d'ouvrages ou d'articles de référence ou si vous connaissez des sites web de qualité traitant du thème abordé ici, merci de compléter l'article en donnant les références utiles à sa vérifiabilité et en les liant à la section « Notes et références ».
Félix Tanguay est un animateur et scénariste de télévision franco-ontarien, originaire de la ville de Sudbury (Ontario, Canada).

## Biographie

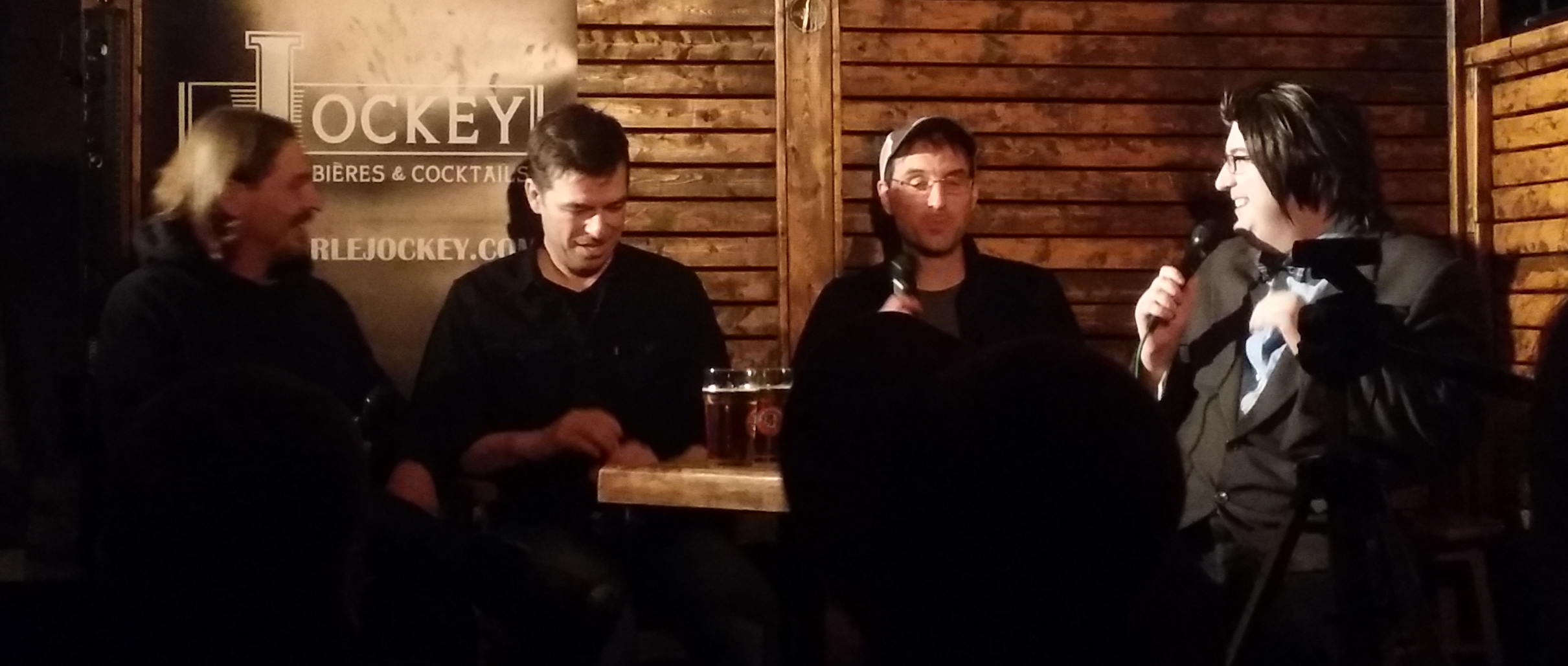
Jean-Sébastien Busque et Félix Tanguay au Jockey en 2019

Félix Tanguay naît Hearst, en Ontario le 31 mars 1978, mais passe une partie de sa jeunesse à Sudbury. Au secondaire, alors qu'il fréquente l'école secondaire Macdonald Cartier, il fait la rencontre de ses meilleurs amis, Mathieu Pichette et Jean-Sébastien Busque. C'est en s'associant à eux que plus tard, il fera partie de l'émission Volt, diffusée sur les ondes de TFO, la télévision franco-ontarienne.
Quelques années plus tard, les trois amis créent l'émission jeunesse Les Pieds dans la marge, diffusé à Radio-Canada.
Cette émission fut un tabac dès la première saison, et 3 autres suivirent, toutes aussi populaires.
Depuis juin 2012, la nouvelle émission du trio, Le monde en gros est diffusée au ondes de Radio-Canada.

## Télévision
- 1998 - 2002 : Volt
- 2006 - 2010 : Les Pieds dans la marge
- 2012 : Le monde en gros